# Mlječanica (Bosanska Dubica, BiH)
Mlječanica je naseljeno mjesto u sastavu općine Bosanska Dubica, Republika Srpska, BiH.

## Stanovništvo
| Mlječanica         |              |
| godina popisa      | 1991.        |
| Srbi               | 259 (99,23%) |
| Hrvati             | 2 (0,77%)    |
| Muslimani          | 0            |
| Jugoslaveni        | 0            |
| ostali i nepoznato | 0            |
| ukupno             | 261          |